# Бильярда
Билья́рда (черног. Biljarda) — крепость в городе Цетине, Черногория. Резиденция черногорских владык в 1838—1867 годах.

## История
Крепость у Цетинского монастыря была построена по проекту русского военного Якова Озерецковского в 1838 году как резиденция черногорского владыки Петра II Негоша и его канцелярии. Поначалу называлась Новым домом, впоследствии здание получило название Бильярда — по бильярду, купленному в Вене в 1839 году (по другим сведениям — в Италии). Служила резиденцией для Петра II Негоша и его преемников — князей Данилo I и Николы I до 1867 года, когда был построен княжеский дворец.

## Музей
Состоит из крепостной стены с четырьмя круглыми башнями и двухэтажного здания внутри. В цокольных помещениях располагались комнаты прислуги, кухня и столовая. Верхний этаж состоял из 25 помещений, в том числе оружейной, зала с бильярдом, зала заседаний сената, спальной комнаты владыки, его рабочего кабинета, кабинета государственной канцелярии, спальной комнаты секретаря владыки. Полные данные об интерьере XIX века не сохранились. Известно, что на стенах висели предметы оружия, портреты российских императоров Петра I и Николая I, предводителя Первого сербского восстания Карагеоргия, английского поэта Байрона, Наполеона и Фридриха Саксонского. В 1951 году в здании Бильярды открыт музей, ныне — Национальный музей Черногории. Бильярдную украшает портрет Петра Негоша венского художника Йохана Беса (1847). В кабинете владыки имеется богатая библиотека с книгами на 9 языках. В Бильярде хранятся рукописи Негоша, включая поэмы «Горный венец» и «Ночь собирает века». Во дворе Бильярды расположен макет «рельеф Черногории».
Относится к памятникам культуры первой категории.